# Tihana Lazović
Pour les articles homonymes, voir Lazović.
Tihana Lazović, née le 25 septembre 1990 à Zadar (Croatie), est une actrice de cinéma croate.
Elle est surtout connue pour avoir tenu le rôle principal de Jelena / Nataša / Marija dans Soleil de plomb (2015).

## Filmographie
- 2013 : Bonté divine (Svećenikova djeca) : la fille qui joue de la trompette
- 2013 : Hush (Šuti)
- 2015 : Soleil de plomb (Zvizdan) : Jelena/Nataša/Marija
- 2016 : S one strane (S un strane) : Jadranka
- 2018 : Aleksi (Aleksi) : Aleksi
- 2018 : Comme mon fils[3] (Sembra mio figlio) : Nina
- 2019 : Le Dernier Serbe en Croatie (Posljednji Srbin u Hrvatskoj) : Vesna

### À la télévision
Séries télévisées
- 2016–2020 : The Paper (Novine) : Tena Latinović
- 2021 : The Last Socialist Artefact : Lipša